# Keeper of the Flame (film)
Keeper of the Flame is een Amerikaanse dramafilm uit 1943 onder regie van George Cukor. Het scenario is gebaseerd op de gelijknamige roman uit 1942 van de Amerikaanse schrijfster I.A.R. Wylie.

## Verhaal
De verslaggever Steven O'Malley schrijft een boek over een nationale held, die bij een auto-ongeluk op een brug overleed. Diens weduwe Christine Forrest helpt hem daarbij. Zo komt hij erachter dat Christine haar man had kunnen waarschuwen voor de brug. Ze deed dat echter niet.

## Rolverdeling
| Acteur            | Personage          |
| ----------------- | ------------------ |
| Spencer Tracy     | Steven O'Malley    |
| Katharine Hepburn | Christine Forrest  |
| Richard Whorf     | Clive Kerndon      |
| Margaret Wycherly | Mevrouw Forrest    |
| Forrest Tucker    | Geoffrey Midford   |
| Frank Craven      | Dokter Fielding    |
| Stephen McNally   | Freddie Ridges     |
| Percy Kilbride    | Orion Peabody      |
| Audrey Christie   | Jane Harding       |
| Darryl Hickman    | Jeb Rickards       |
| Donald Meek       | Mijnheer Arbuthnot |
| Howard Da Silva   | Jason Rickards     |
| William Newell    | Piggot             |